# شعاع الموت

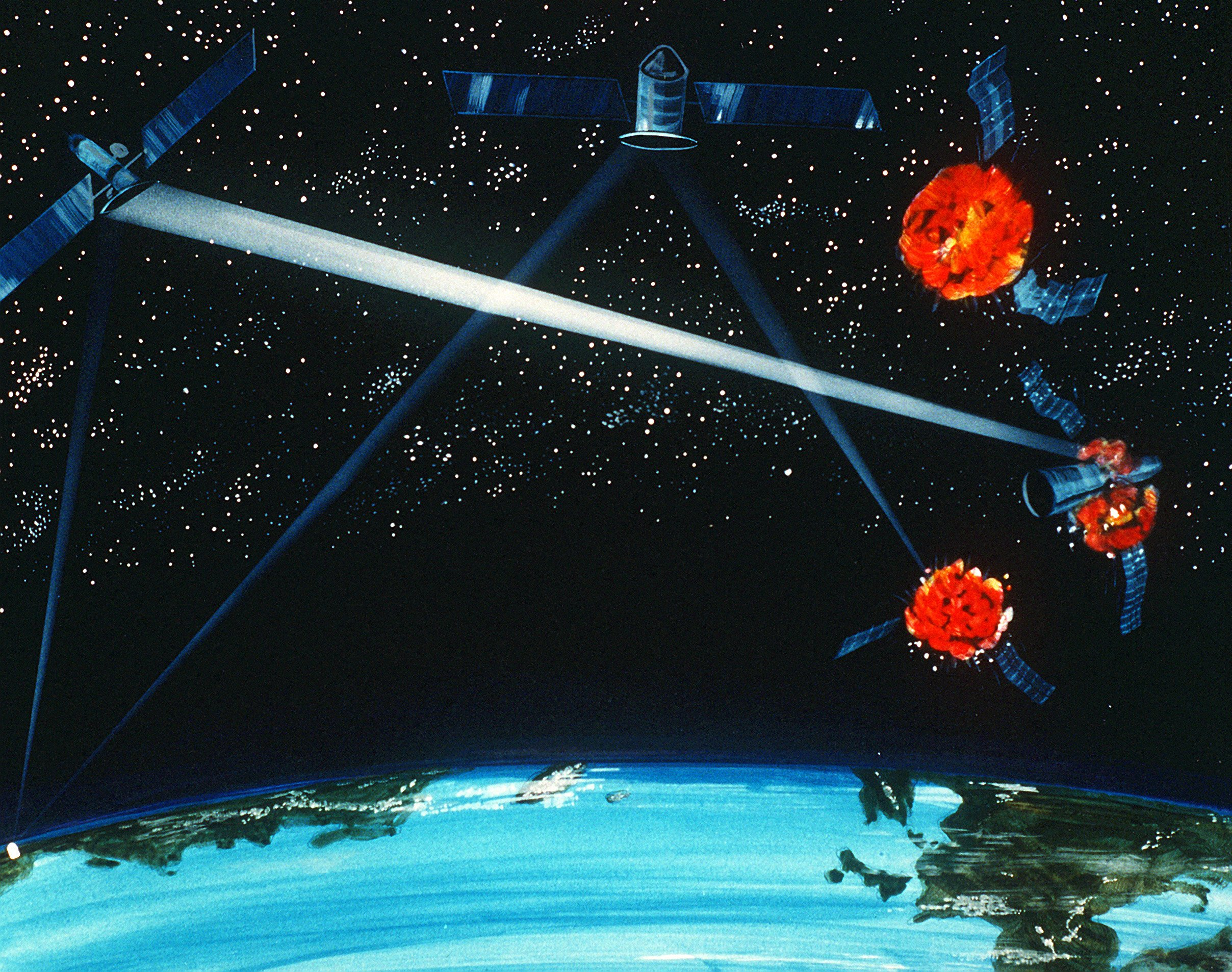

شعاع الموت، هو سلاح نظري يعمل بواسطة فيض جسيمات أو موجة كهرومغناطيسية، يعود لفترة العشرينيات والثلاثينيات من القرن العشرين، وقد أدعي أن كل من غولييلمو ماركوني ونيكولا تسلا، وهاري غرينديل ماثيوز وإدوين سكوت وغريتشين قد اخترعوه مستقلين عن بعضهم البعض. وآخرون أيضاً
عام 1957، كان مجلس المخترعين الوطني لا يزال يُصدر قوائم بالاختراعات العسكرية المطلوبة وتشمل «شعاع الموت».
في حين كان التطرق لموضوع شعاع الموت يرتبط بالخيال العلمي، كانت الأبحات في الحصول على أسلحة تعتمد على الطاقة مستوحاة من تكهنات الماضي لكنها تطوّرت إلى أسلحة فعلية تستخدمها اليوم الجيوش الحديثة، وتعرف أحياناً باسم «شعاع الموت»، كنظام سلاح الليزر الذي اعتمدته بحرية الولايات المتحدة في منتصف عام 2014. تعرف هذه الأسلحة تقنياً بأسلحة الطاقة الموجهة.

## في الخيال العلمي
على الرغم من أن مفهوم «شعاع الموت» لم يصبح أبداً واقعياً عملياً، إلا أنه كان ملهماً للعديد من قصص الخيال العلمي وقاد إلى ظهور مفهوم «البندقية الشعاعية» التي استخدمها الأبطال الخياليون كفلاش غوردن. في رواية «الرجل الأخير» التي كبتها ألفريد نويس عام 1940، اخترع عالم ألماني اسمه مردوخ شعاعاً مميتاً واستخدم في حرب عالمية، حيث قضى هذا السلاح على الجنس البشري تقريباً. وجدت مثل هذه الأسلحة أيضاً في ملحمة الحيال العلمي حرب النجوم لجورج لوكاس.
في ثمانينيات القرن الماضي، أحيى الرئيس الأمريكي رونالد ريغان الفكرة كمسألة للحصول على تمويل عام لبرنامجه مبادرة الدفاع الإستراتيجي والذي سمي بأسلحة في الفضاء على غرار حرب النجوم. يمكن أن تدمر أشعة الليزر الصواريخ الباليستية العابرة للقارات وهي في الجو. حقق البرنامج نجاحاً محدوداً لكن كان ثمة العديد من المحاولات لإيجاد تقنيات عملية لشعاع الموت. لكن ليس من الواضح ما إذا كانت هذه الحرب جزء من خطة عامة لتسهيل تفكك الاتحاد السوفيتي عن طريق تضليل السوفييت في مجال الاستثمار في الأبحاث التي ينتج عنها مخرجات عملية (كانت تلك إستراتيجية مشتركة بين الطرفين في الحرب الباردة).
تضائل الحماس لمثل تلك الأفكار وسباق التسلح في تسعينيات القرن العشرين. عند تلك النقطة، كان الخيال العلمي مهتماً أكثر في مجالات قد تحقق إنجازات حقيقية على النطاق الشخصي كالأسلحة البيولوجية والحرب الكيماوية والروبوتات والذكاء الاصطناعي وتقنية النانو. على سبيل المثال، تضمّن مشروع القرن الأمريكي الجديد ملاحظة مفادها أن استخدام مورثات انتقائية للطاعون قد يكون مفيداً من الناحية السياسية.
استمرت الأبحاث، فقد أظهر مشروع «الليزر ذو الطاقة التكتيكية العالية» (مشروع مشترك بين الولايات المتحدة وإسرائيل) سلاحاً ليزرياً مزود بمضادات للطائرات ومضادات للصواريخ.